# Anaso Jobodwana
Anaso Jobodwana (Aberdeen, 30 de julho de 1992) é um velocista sul-africano. Ele competiu nos 200 metros nos Jogos Olímpicos de Verão de 2012, em Londres. Ele alcançou um novo recorde pessoal de 20.27 segundos para chegar na final, no qual ele terminou em oitavo.